# پاول کرس
پاول کرس (Paul Keres) (زاده ۱۹۱۶ ـ درگذشته ۱۹۷۵) استاد بزرگ بنام شطرنج استونی و از مهم‌ترین تئوریسین‌های این رشته ورزشی بود که بعد از جنگ جهانی دوم برای شوروی بازی می‌کرد.
او با آن‌که نزدیک به چهل سال از دهه ۳۰ تا ۷۰ از قوی‌ترین شطرنج‌بازان جهان بود هیچ‌گاه نتوانست در فینال مسابقات قهرمانی جهان بازی کند.
او ملقب به سلطان بی تاج و تخت شطرنج است زیرا ۴ بار متوالی (در سال‌های ۱۹۶۲، ۱۹۵۹، ۱۹۵۶، ۱۹۵۳) در مسابقات نامزدی قهرمانی شطرنج جهان به مقام دوم رسید. کرس در سال‌های ۱۹۵۰٬۱۹۴۷ و ۱۹۵۱ به قهرمانی شوروی دست یافت.